# Tino Lettieri
Martino Lettieri, detto Tino (Toritto, 27 settembre 1957), è un ex calciatore italiano naturalizzato canadese, di ruolo portiere.

## Biografia
Lettieri sposò Michelle Nanne, figlia dell'hockeista e dirigente sportivo Lou Nanne. Il figlio Vinni ha seguito le orme del nonno materno, divenendo un hockeista su ghiaccio.

## Carriera

### Club
Iniziò la propria carriera professionistica nel 1977 tra le file del Minnesota Kicks, dove giocò fino al 1981. Durante la sua permanenza ai kicks ricadde solo l'ala dell'inglese Geoff Barnett che gli fece da mentore. Trasferitosi nel 1982 al Vancouver Whitecaps, durante la sua militanza con il club canadese vinse il premio di miglior calciatore nordamericano dell'anno 1982 e fu inserito nella squadra All-Stars della NASL nel 1982 e nel 1983.
Dopo aver giocato l'ultima stagione della NASL con i Minnesota Strikers, dopo fallimento della Lega rimase in squadra disputando i tornei indoor organizzati dalla MISL. Ritiratosi nel 1987 dopo aver disputato una stagione con gli Hamilton Steelers, nel 2001 è stato introdotto nella Soccer Hall of Fame canadese.

### Nazionale
Già convocato come portiere di riserva della rappresentativa canadese che prese parte alle Olimpiadi del 1976, fu inserito nella formazione titolare che prese parte alla successiva edizione dei giochi olimpici. Divenuto da allora punto fisso della nazionale canadese, prese parte sul finire della sua carriera alla spedizione canadese qualificatasi alla fase finale del campionato del mondo 1986.

## Statistiche

### Presenze e reti nei club[5]

#### Presenze e reti nei campionati
| Stagione                   | Squadra                    | Campionato                 | Campionato | Campionato | Totale   | Totale |
| Stagione                   | Squadra                    | Campionato                 | Presenze   | Reti       | Presenze | Reti   |
| -------------------------- | -------------------------- | -------------------------- | ---------- | ---------- | -------- | ------ |
| 1977                       | Minnesota Kicks            | NASL                       | 4          | -?         | 4        | -?     |
| 1978                       | Minnesota Kicks            | NASL                       | 12         | -?         | 12       | -?     |
| 1979                       | Minnesota Kicks            | NASL                       | 16         | -?         | 16       | -?     |
| 1980                       | Minnesota Kicks            | NASL                       | 31         | -?         | 31       | -?     |
| 1981                       | Minnesota Kicks            | NASL                       | 25         | -?         | 25       | -?     |
| Totale Minnesota Kicks     | Totale Minnesota Kicks     | Totale Minnesota Kicks     | 88         | -79        | 88       | -79    |
| 1982                       | Vancouver Whitecaps        | NASL                       | 27         | -?         | 27       | -?     |
| 1983                       | Vancouver Whitecaps        | NASL                       | 28         | -?         | 28       | -?     |
| Totale Vancouver Whitecaps | Totale Vancouver Whitecaps | Totale Vancouver Whitecaps | 55         | -59        | 55       | -59    |
| 1984                       | Minnesota Strikers         | NASL                       | 18         | -?         | 18       | -?     |
| 1987                       | Hamilton Steelers          | CSL                        | 22         | -?         | 22       | -?     |
| Totale carriera            | Totale carriera            | Totale carriera            | 183        | -138+      | 183      | -138+  |

#### Presenze e reti nei campionati indoor
| Stagione                  | Squadra                   | Campionato                | Campionato | Campionato | Totale   | Totale |
| Stagione                  | Squadra                   | Campionato                | Presenze   | Reti       | Presenze | Reti   |
| ------------------------- | ------------------------- | ------------------------- | ---------- | ---------- | -------- | ------ |
| 1979-1980                 | Minnesota Kicks           | MISL                      | 12         | -?         | 12       | -?     |
| 1980-1981                 | Minnesota Kicks           | MISL                      | 14         | -?         | 14       | -?     |
| Totale Minnesota Kicks    | Totale Minnesota Kicks    | Totale Minnesota Kicks    | 26         | -?         | 26       | -?     |
| 1983-1984                 | Vancouver Whitecaps       | MISL                      | 13         | -?         | 13       | -?     |
| 1984-1985                 | Minnesota Strikers        | MISL                      | 45         | -?         | 45       | -?     |
| 1985-1986                 | Minnesota Strikers        | MISL                      | 41         | -?         | 41       | -?     |
| 1986-1987                 | Minnesota Strikers        | MISL                      | 35         | -?         | 35       | -?     |
| 1987                      | Minnesota Strikers        | MISL                      | 0          | -?         | 0        | -?     |
| Totale Minnesota Strikers | Totale Minnesota Strikers | Totale Minnesota Strikers | 121        | -87        | 121      | -87    |
| Totale carriera           | Totale carriera           | Totale carriera           | 160        | -87+       | 160      | -87+   |